# Libusza Górna
Libusza Górna (Górna Niwa) – część wsi Libusza w Polsce, położona w województwie małopolskim, w powiecie gorlickim, w gminie Biecz. Wchodzi w skład sołectwa Libusza.
W latach 1975–1998 Libusza Górna położona była w województwie krośnieńskim.